# Бирнбаум, Норман
Норман Бирнбаум (англ. Norman Birnbaum; 21 июля 1926 года, Гарлем (Нью-Йорк), США — 4 января 2019 года, Вашингтон, США) — американский социолог, эмерит—профессор Школы права университета Джорджтаун.

## Биография
Норман родился 21 июля 1926 года в Гарлеме (Нью-Йорк, США) в семье домохозяйки и школьного учителя — еврейского эмигранта из Восточной Европы. Затем семья перебралась в Бронкс, где Норман и получил среднее образование, учась в школе Таунсенд-Харрис. Затем поступил в Уильямс-колледж, но учёба была прервана Второй мировой войной, в течение которой он работал в Управлении военной информации США.
Получил степень бакалавра (B.A.) в Уильямс-колледже в 1947 году, степень магистра (M.A.) в Гарвардском университете в 1951 году, удостоен степени доктора философии по социологии (PhD) в Гарвардском университете в 1958 году.
Преподавательскую деятельность начал в Лондонской школе экономики и политических наук в 1953—1955 годах. Возглавил кафедру антропологии и социологии в Амхерст-колледже, вёл семинары в Оксфордском университете. Затем получил должность профессора в Страсбургском университете в 1964—1966 годах, в Новой школе социальных исследований в 1966—1968 годах, затем в Школе права университета Джорджтаун в 1979—2001 годах. В 2001 году вышел в отставку в должности эмерит-профессора Школы права университета Джорджтаун.
Стоял у истоков движения «Новые левые» в США, был одним из основателей журнала New Left Review в 1960 году. Был советником избирательных кампаний кандидатов в президенты от Демократической партии США (Эдварда Кеннеди, Джимми Картера, Джесси Джексона) в 1976, 1979, 1980, 1988 годах. Был консультантом Совета национальной безопасности, советником Организации Объединённых автомобильных рабочих, председателем политического консультативного совета центристской Новой демократической коалиции, членом редакционного совета журнала Partisan Review и The Nation. Был приглашённым профессором в Высшей школе социальных наук (Франция) в 1991 году.
Норман Бирнбаум скончался в Вашингтонском госпитале 4 января 2019 года.
Семья
Норман был женат дважды, на Нине Апель и Эдит Курвейл. У них родились две дочери: Антония Бирнбаум (парижский философ) и Анна Бирнбаум (умерла в 2011 году).

## Вклад в науку
Н. Бирнбаум являлся представителем критической социологии, считая, что власть в обществе принадлежит вовсе не интеллектуалам, а бюрократии, не отличающейся высоким уровнем знаний.

## Награды
За свои достижения был награждён:
- 1998 — звание «выдающийся профессор Фулбрайта» от Болонского университета.